# Collegio di Frome and East Somerset
Frome and East Somerset è un collegio elettorale inglese situato nel Somerset e rappresentato alla Camera dei comuni del parlamento del Regno Unito. Elegge un membro del parlamento con il sistema maggioritario a turno unico; l'attuale parlamentare è Anna Sabine dei Liberal Democratici, che rappresenta il collegio dal 2024.

## Estensione
Il collegio è costituito dai seguenti ward elettorali: 
- nel distretto di Bath and North East Somerset: Bathavon South, Midsomer Norton North, Midsomer Norton Redfield, Peasedown, Radstock e Westfield;
- nel Somerset: Frome East, Frome North, Frome West, Mendip Central and East, Mendip Hills e Mendip South.[1]

## Membri del parlamento
| Elezione | Elezione | Deputato    | Partito             |
| -------- | -------- | ----------- | ------------------- |
|          | 2024     | Anna Sabine | Liberal Democratici |

## Elezioni

### Elezioni negli anni 2020
| Partito                    | Partito                                    | Candidato                  | Risultati 4 luglio 2024 | Risultati 4 luglio 2024 |
| Partito                    | Partito                                    | Candidato                  | Voti                    | %                       |
| -------------------------- | ------------------------------------------ | -------------------------- | ----------------------- | ----------------------- |
|                            | Lib Dem                                    | Anna Sabine                | 16 580                  | 35,49                   |
|                            | Conservatore                               | Lucy Trimnell              | 11 165                  | 23,90                   |
|                            | Reform UK                                  | David Swain                | 6 441                   | 13,79                   |
|                            | Laburista                                  | Robin Moss                 | 6 416                   | 13,73                   |
|                            | Verdi                                      | Martin Dimery              | 5 083                   | 10,88                   |
|                            | Indipendente                               | Shaun Hughes               | 737                     | 1,58                    |
|                            | Indipendente                               | Gavin Heathcote            | 294                     | 0,63                    |
|                            |                                            |                            |                         |                         |
| Iscritti                   | Iscritti                                   | Iscritti                   | 71 593                  | 100,00                  |
| ↳ Votanti (% su iscritti)  | ↳ Votanti (% su iscritti)                  | ↳ Votanti (% su iscritti)  | 46 716                  | 65,25                   |
| ↳ Astenuti (% su iscritti) | ↳ Astenuti (% su iscritti)                 | ↳ Astenuti (% su iscritti) | 24 877                  | 34,75                   |
|                            |                                            |                            |                         |                         |
|                            | Esito: collegio a Lib Dem (nuovo collegio) |                            |                         |                         |